# Balla Dièye
Balla Dièye (Dakar, 13 de noviembre de 1980) es un deportista senegalés que compitió en taekwondo.
Ganó dos medallas en el Campeonato Mundial de Taekwondo, en los años 2009 y 2013, y tres medallas en el Campeonato Africano de Taekwondo entre los años 2001 y 2012. En los Juegos Panafricanos de 2015 consiguió una medalla de plata en la categoría de –68 kg.

## Palmarés internacional
| Campeonato Mundial  | Campeonato Mundial                | Campeonato Mundial | Campeonato Mundial |
| Año                 | Lugar                             | Medalla            | Categoría          |
| ------------------- | --------------------------------- | ------------------ | ------------------ |
| 2009                | Copenhague (Dinamarca)            | Medalla de bronce  | –68 kg             |
| 2013                | Puebla (México)                   | Medalla de bronce  | –68 kg             |
| Juegos Panafricanos |                                   |                    |                    |
| Año                 | Lugar                             | Medalla            | Categoría          |
| 2015                | Brazzaville (República del Congo) | Medalla de plata   | –68 kg             |
| Campeonato Africano |                                   |                    |                    |
| Año                 | Lugar                             | Medalla            | Categoría          |
| 2001                | Dakar (Senegal)                   | Medalla de oro     | –62 kg             |
| 2009                | Yaundé (Camerún)                  | Medalla de oro     | –68 kg             |
| 2012                | Antananarivo (Madagascar)         | Medalla de plata   | –68 kg             |